# Thomas Foket
Thomas Foket (Bruselas, 25 de septiembre de 1994) es un futbolista belga que juega de defensa en el R. S. C. Anderlecht de la Primera División de Bélgica. Es internacional con la selección de fútbol de Bélgica.

## Trayectoria
Foket comenzó su carrera en el K. A. A. Gante de la Jupiler Pro League, en 2012, equipo en el que permaneció hasta 2018.
En la temporada 2013-14 se marchó cedido al K. V. Oostende.

### Stade Reims
En 2018 fichó por el Stade de Reims de la Ligue 1.

## Selección nacional
Foket fue internacional sub-18, sub-19 y sub-21 con la selección de fútbol de Bélgica, antes de debutar con la selección absoluta el 10 de noviembre de 2016, en un amistoso frente a la selección de fútbol de los Países Bajos.

## Clubes

### Títulos nacionales
| Club                    | País    | Año       |
| ----------------------- | ------- | --------- |
| K. A. A. Gante          | Bélgica | 2012-2018 |
| K. V. Oostende (cedido) | Bélgica | 2013-2014 |
| Stade de Reims          | Francia | 2018-2024 |
| R. S. C. Anderlecht     | Bélgica | 2024-     |

## Palmarés

### Títulos nacionales
| Título                      | Club           | País    | Año  |
| --------------------------- | -------------- | ------- | ---- |
| Primera División de Bélgica | K. A. A. Gante | Bélgica | 2015 |
| Supercopa de Bélgica        | K. A. A. Gante | Bélgica | 2015 |